# Гелен Віллс
Гелен Віллс (англ. Helen Wills; 6 жовтня 1905 — 1 січня 1998) — колишня американська тенісистка.
Лідер світового рейтингу в одиночному (1927) та парному (1924) розрядах.
Перемагала на турнірах Великого шолома в одиночному, парному та змішаному парному розрядах (загалом понад 30 титулів). Її рекорд 8 одиночних перемог на Вімблдоні вдалось побити лише Мартіні Навратіловій 1990 року.
Завершила кар'єру 1938 року.

## Загальна статистика

### Виступи в одиночних турнірах Великого шолома
| W | Ф | ПФ | ЧФ | #Р | КТ | К# | DNQ | A | NH |

| Турнір               | 1922 | 1923 | 1924 | 1925 | 1926 | 1927 | 1928 | 1929 | 1930 | 1931 | 1932 | 1933 | 1934 | 1935 | 1936 | 1937 | 1938 | SR      | W–L   | Win % |
| -------------------- | ---- | ---- | ---- | ---- | ---- | ---- | ---- | ---- | ---- | ---- | ---- | ---- | ---- | ---- | ---- | ---- | ---- | ------- | ----- | ----- |
| Чемпіонат Австралії  |      |      |      |      |      |      |      |      |      |      |      |      |      |      |      |      |      | 0 / 0   | 0–0   | –     |
| Чемпіонат Франції    | A    | A    | A    |      | 2р   |      | П    | П    | П    |      | П    |      |      |      |      |      |      | 4 / 5   | 20–0  | 100%  |
| Вімблдонський турнір |      |      | Ф    |      | 1р   | П    | П    | П    | П    |      | П    | П    |      | П    |      |      | П    | 8 / 10  | 55–1  | 98%   |
| Чемпіонат США        | Ф    | П    | П    | П    |      | П    | П    | П    |      | П    |      | Ф    |      |      |      |      |      | 7 / 9   | 51–2  | 96%   |
| В-П                  | 5–1  | 6–0  | 11–1 | 6–0  | 1–0  | 13–0 | 16–0 | 16–0 | 11–0 | 6–0  | 11–0 | 11–1 | 0–0  | 7–0  | 0–0  | 0–0  | 6–0  | 19 / 24 | 126–3 | 98%   |

### Фінали турнірів Великого шолома

#### Одиночний розряд: 22 (19–3)
| Результат | Рік  | Турнір                   | Покриття | Суперниця                  | Рахунок             | Ref.  |
| --------- | ---- | ------------------------ | -------- | -------------------------- | ------------------- | ----- |
| Поразка   | 1922 | Чемпіонат США            | Трава    | Молла Маллорі              | 3–6, 1–6            | [ 3 ] |
| Перемога  | 1923 | Чемпіонат США            | Трава    | Молла Б'юрстедт Маллорі    | 6–2, 6–1            | [ 3 ] |
| Поразка   | 1924 | Вімблдонський турнір     | Трава    | Кетлін Маккейн-Годфрі      | 6–4, 4–6, 4–6       | [ 4 ] |
| Перемога  | 1924 | Чемпіонат США (2)        | Трава    | Молла Б'юрстедт Маллорі    | 6–1, 6–3            | [ 3 ] |
| Перемога  | 1925 | Чемпіонат США (3)        | Трава    | Кітті Маккейн              | 3–6, 6–0, 6–2       | [ 3 ] |
| Перемога  | 1927 | Вімблдонський турнір     | Трава    | Лілі де Альварес           | 6–2, 6–4            | [ 4 ] |
| Перемога  | 1927 | Чемпіонат США (4)        | Трава    | Бетті Натголл              | 6–1, 6–4            | [ 3 ] |
| Перемога  | 1928 | Чемпіонат Франції        | Ґрунт    | Ейлін Беннетт-Віттінґстолл | 6–1, 6–2            | [ 5 ] |
| Перемога  | 1928 | Вімблдонський турнір (2) | Трава    | Лілі де Альварес           | 6–2, 6–3            | [ 4 ] |
| Перемога  | 1928 | Чемпіонат США (5)        | Трава    | Гелен Джейкобс             | 6–2, 6–1            | [ 3 ] |
| Перемога  | 1929 | Чемпіонат Франції (2)    | Ґрунт    | Сімонн Матьє               | 6–3, 6–4            |       |
| Перемога  | 1929 | Вімблдонський турнір (3) | Трава    | Гелен Джейкобс             | 6–1, 6–2            | [ 4 ] |
| Перемога  | 1929 | Чемпіонат США (6)        | Трава    | Фебе Голкрофт-Вотсон       | 6–4, 6–2            | [ 3 ] |
| Перемога  | 1930 | Чемпіонат Франції (3)    | Ґрунт    | Гелен Джейкобс             | 6–2, 6–1            |       |
| Перемога  | 1930 | Вімблдонський турнір (4) | Трава    | Елізабет Раян              | 6–2, 6–2            | [ 4 ] |
| Перемога  | 1931 | Чемпіонат США (7)        | Трава    | Ейлін Беннетт-Віттінґстолл | 6–4, 6–1            | [ 3 ] |
| Перемога  | 1932 | Чемпіонат Франції (4)    | Ґрунт    | Сімонн Матьє               | 7–5, 6–1            |       |
| Перемога  | 1932 | Вімблдонський турнір (5) | Трава    | Гелен Джейкобс             | 6–3, 6–1            | [ 4 ] |
| Перемога  | 1933 | Вімблдонський турнір (6) | Трава    | Дороті Раунд               | 6–4, 6–8, 6–3       | [ 4 ] |
| Поразка   | 1933 | Чемпіонат США            | Трава    | Гелен Джейкобс             | 6–8, 6–3, 0–3, ret. | [ 3 ] |
| Перемога  | 1935 | Вімблдонський турнір (7) | Трава    | Гелен Джейкобс             | 6–3, 3–6, 7–5       | [ 4 ] |
| Перемога  | 1938 | Вімблдонський турнір (8) | Трава    | Гелен Джейкобс             | 6–4, 6–0            | [ 4 ] |

#### Парний розряд: 10 (9–1)
| Результат | Рік  | Турнір                   | Покриття | Партнерка             | Суперниці                                | Рахунок       | Ref.  |
| --------- | ---- | ------------------------ | -------- | --------------------- | ---------------------------------------- | ------------- | ----- |
| Перемога  | 1922 | Чемпіонат США            | Трава    | Маріон Зіндерштайн    | Молла Маллорі Едіт Сіґорні               | 6–4, 7–9, 6–3 | [ 6 ] |
| Перемога  | 1924 | Вімблдонський турнір     | Трава    | Гейзел Гочкіс-Вайтмен | Філліс Ковелл Кетлін Маккейн-Годфрі      | 6–4, 6–4      | [ 7 ] |
| Перемога  | 1924 | Чемпіонат США (2)        | Трава    | Гейзел Гочкіс-Вайтмен | Елінор Ґосс Маріон Зіндерштайн           | 6–4, 6–3      | [ 6 ] |
| Перемога  | 1925 | Чемпіонат США (3)        | Трава    | Мері Браун            | Мей Саттон Елізабет Раян                 | 6–4, 6–3      | [ 6 ] |
| Перемога  | 1927 | Вімблдонський турнір (2) | Трава    | Елізабет Раян         | Боббі Гайне-Міллер Ірен Бовдер-Пікок     | 6–3, 6–2      | [ 7 ] |
| Перемога  | 1928 | Чемпіонат США (4)        | Трава    | Гейзел Гочкіс-Вайтмен | Едіт Кросс Енн Макк'юн Гарпер            | 6–2, 6–2      | [ 6 ] |
| Перемога  | 1930 | Чемпіонат Франції        | Ґрунт    | Елізабет Раян         | Сімон Барб'є Сімонн Матьє                | 6–3, 6–1      |       |
| Перемога  | 1930 | Вімблдонський турнір (3) | Трава    | Елізабет Раян         | Едіт Кросс Сара Палфрі-Кук               | 6–2, 9–7      | [ 7 ] |
| Перемога  | 1932 | Чемпіонат Франції (2)    | Ґрунт    | Елізабет Раян         | Ейлін Беннетт-Віттінґстолл Бетті Натголл | 6–1, 6–3      |       |
| Поразка   | 1933 | Чемпіонат США            | Трава    | Елізабет Раян         | Фреда Джеймс Бетті Натголл               | default       | [ 6 ] |

#### Мікст: 7 (3–4)
| Результат | Рік  | Турнір               | Покриття | Партнер         | Суперник і суперниця                 | Рахунок       | Ref.  |
| --------- | ---- | -------------------- | -------- | --------------- | ------------------------------------ | ------------- | ----- |
| Поразка   | 1922 | Чемпіонат США        | Трава    | Говард Кінсі    | Мері Браун Білл Тілден               | 4–6, 3–6      | [ 8 ] |
| Перемога  | 1924 | Чемпіонат США        | Трава    | Вінсент Річардс | Молла Маллорі Білл Тілден            | 6–8, 7–5, 6–0 | [ 8 ] |
| Поразка   | 1928 | Чемпіонат Франції    | Ґрунт    | Френсіс Гантер  | Ейлін Беннетт-Віттінґстолл Анрі Коше | 6–3, 3–6, 3–6 |       |
| Перемога  | 1928 | Чемпіонат США (2)    | Трава    | Джон Гоукс      | Едіт Кросс Едґар Мун                 | 6–1, 6–3      | [ 8 ] |
| Поразка   | 1929 | Чемпіонат Франції    | Ґрунт    | Френк Гантер    | Ейлін Беннетт-Віттінґстолл Анрі Коше | 3–6, 2–6      |       |
| Перемога  | 1929 | Вімблдонський турнір | Трава    | Френк Гантер    | Джоан Фрай Ієн Коллінс               | 6–1, 6–4      | [ 9 ] |
| Поразка   | 1932 | Чемпіонат Франції    | Ґрунт    | Sidney Wood     | Бетті Натголл Фред Перрі             | 4–6, 2–6      |       |

### Олімпійські ігри

#### Одиночний розряд: 1 (1 золота)
| Результат | Рік  | Турнір                        | Покриття | Суперниця   | Рахунок  |
| --------- | ---- | ----------------------------- | -------- | ----------- | -------- |
| Золото    | 1924 | Літні Олімпійські ігри, Париж | Трава    | Жулі Власто | 6–2, 6–2 |

#### Парний розряд: 1 (1 золота)
| Результат | Рік  | Турнір                        | Покриття | Партнерка             | Суперниці                    | Рахунок  |
| --------- | ---- | ----------------------------- | -------- | --------------------- | ---------------------------- | -------- |
| Золото    | 1924 | Літні Олімпійські ігри, Париж | Трава    | Гейзел Гочкіс-Вайтмен | Філліс Ковелл Кетлін Маккейн | 7–5, 8–6 |